# Комарівська сільська рада (Монастириський район)
Комарі́вська сільська́ ра́да — адміністративно-територіальна одиниця та орган місцевого самоврядування в Монастириському районі Тернопільської області. Адміністративний центр — село Комарівка.

## Загальні відомості
Комарівська сільська рада утворена в 1992 році.
- Територія ради: 2,616 км²
- Населення ради: 393 особи (станом на 2001 рік)

## Населені пункти
Сільській раді були підпорядковані населені пункти:
- с. Комарівка
- с. Затишне

## Склад ради
Рада складалася з 11 депутатів та голови.
- Голова ради: Жилавий Руслан Васильович
- Секретар ради: Торконяк Галина Ярославівна

### Керівний склад попередніх скликань
| Прізвище, ім'я, по батькові | Основні відомості                                                        | Дата обрання | Дата звільнення |
| --------------------------- | ------------------------------------------------------------------------ | ------------ | --------------- |
| Бабій Михайло Євстахович    | Сільський голова, 1967 року народження, член Української Народної Партії | 26.03.2006   | 31.10.2010      |
| Жилавий Руслан Васильович   | Сільський голова, 1987 року народження, освіта вища, безпартійний        | 31.10.2010   |                 |

Примітка: таблиця складена за даними сайту Верховної Ради України

### Депутати
За результатами місцевих виборів 2010 року:
- Кількість мандатів: 12
- Кількість мандатів, отриманих за результатами виборів: 11
- Кількість мандатів, що залишаються вакантними: 1

#### За суб'єктами висування
| Суб'єкт висування | Кількість обраних депутатів | %   |
| ----------------- | --------------------------- | --- |
| Самовисування     | 11                          | 100 |

#### За округами
| № округу | Прізвище, ім'я, по батькові | Дата визнання обраним | Освіта  | Партійна приналежність | Відомості про обраного депутата     |
| -------- | --------------------------- | --------------------- | ------- | ---------------------- | ----------------------------------- |
| 2        | Дружга Тетяна Василівна     | 03.11.2010            | середня | позапартійна           | тимчасово не працює                 |
| 3        | Циріль Сергій Володимирович | 03.11.2010            | середня | позапартійний          | тимчасово не працює                 |
| 4        | Романчук Ганна Мар'янівна   | 03.11.2010            | середня | позапартійна           | тимчасово не працює                 |
| 5        | Фрончак Микола Андрійович   | 03.11.2010            | середня | позапартійний          | тимчасово не працює                 |
| 6        | Вальтер Володимир Йосипович | 03.11.2010            | середня | позапартійний          | тимчасово не працює                 |
| 7        | Торконяк Галина Ярославівна | 03.11.2010            | вища    | позапартійна           | Монастирська РДА, завідувач сектору |
| 8        | Турчин Галина Василівна     | 03.11.2010            | середня | позапартійна           | тимчасово не працює                 |
| 9        | Печіль Леся Миколаївна      | 03.11.2010            | середня | позапартійна           | пенсіонер                           |
| 10       | Маряш Володимир Ярославович | 03.11.2010            | середня | позапартійний          | тимчасово не працює                 |
| 11       | Гуравський Степан Орестович | 03.11.2010            | середня | позапартійний          | Коропецьке лісництво, лісничий      |
| 12       | Сенеджук Роман Дмитрович    | 03.11.2010            | середня | позапартійний          | с. Комарівка, підприємець           |